# دونكي كونغ: جنغل كلايمبر
دونكي كونغ: جنغل كلايمبر (بالإنجليزية: DK: Jungle Climber‎؛ باليابانية: ドンキーコング　ジャングルクライマー) (وتختصر دي كيه جنغل كلايمبر) هي لعبة فيديو منصات تم تطويرها بواسطة باون ونشرتها نينتندو لـ نينتندو دي أس. تم إصدارها في اليابان في 9 أغسطس 2007 وفي المناطق الغربية في وقت لاحق في عام 2007.
دونكي كونغ جنغل كلايمبر هو تكملة لـ دونكي كونغ: كينغ أوف سوينغ لـ غيم بوي أدفانس، والتي تتميز بطريقة لعب مماثلة. ومع ذلك، فقد تم تصميم العناصر المرئية لتشبه بشكل أكبر دونكي كونغ كونتري وإضافة دعم الشاشة المزدوجة.

## أسلوب اللعب
مثل سابقتها، تتميز اللعبة بوجود دونكي كونغ وديدي كونغ كشخصيتين رئيسيتين. للتنقل بين المستويات، يجب على اللاعب الضغط باستمرار على L و R للقفز والتناوب بين L و R يسمح لدونكي كونغ بالتمسك أو التخلي عن الأوتاد الموجودة في المستويات. عندما يتمسك دونكي كونغ فقط بربط واحد، فإنه سوف يدور، مما يسمح له بتسلق الأوتاد. تتميز اللعبة بحركات جديدة وعناصر جديدة وألعاب صغيرة. يستخدم الشاشات المزدوجة لإعطاء وهم الشاشة الطويلة. تتميز اللعبة بوضع متعدد اللاعبين لما يصل إلى أربعة لاعبين.

## الحبكة
قرر دونكي كونغ وأصدقاؤه قضاء إجازة حصلوا عليها عن جدارة على شاطئ سان سان الجميل، الواقع، في Sun Island الاستوائية. بعد الاستمتاع برذاذ الماء في المحيط، رأى دونكي كونغ الجائع وأصدقاؤه موزة ضخمة تطفو على قمة جبل. بدون أي تردد، صعد دونكي كونغ وتسابق إلى قمة الجبل. من يعرف نوع المغامرة التي سيجدها هناك! عندما وصل دونكي وكرانكي وديدي كونغ إلى القمة، واجهوا كساناب، وهو كائن فضائي يشبه الموز. لكنهم رأوا أيضًا كينغ ك. روول ومستشاريه الأربعة من كريملينغز وهم يهربون مع الموزات الكريستالسة الخمسة، خمسة أشياء أراد كساناب عودتها. وافق دونكي كونغ على مساعدة كساناب في استعادة الموزات الكريستالية، وبالتالي بدء مغامرته التالية، مع ديدي كونغ إلى جانبه.
يسافر دونكي وديدي (جنبًا إلى جنب مع كرانكي وكساناب) عبر عدة جزر، بما في ذلك جزيرة الشبح والجزيرة المفقودة وجزيرة تشيل إن تشير. في نهاية المستوى الأخير من كل جزيرة، كان على دونكي كونغ محاربة أحد الكريملينغز الذي تحور بواسطة أحد الموزات الكريستالية، والذهاب إلى آلة كبيرة. بعد فوزهم على الرئيس، حصلوا على موزة كريستالية. في نهاية جزيرة تشيل إن تشير، بعد الرئيس، كينغ ك. روول وكريملينغ الأخير يفسحان الطريق إلى كينغ كورايزر 4، نموذج محدث من طراد ك. روول شوهد في دونكي كونج كونتري 2: ديدي كونج كويست ودونكي كونغ لاند 2 ودونكي كونغ 64 ودونكي كونغ: كينغ أوف سوينغ. يسافرون إلى أعلى جزيرة كبيرة جدًا، الجزيرة المرتفعة المرتفعة، ليتأخروا قليلاً. يمنحهم كرانكي برميلًا مُعززًا (يُرى أيضًا في كينغ اوف سوينغ)، والذي يستخدمونه للسفر إلى كينغ كورايرز 4. بمجرد دخولهم، يسافرون عبر السيارة، ويتعين على دونكي كونغ محاربة كريملينغ النهائي، والحصول على موزة كريستالية مرة واحدة منتصرة.
يهرب ك. روول بأجهزته الأخيرة، ويذهب إلى ثقب دودي، والذي يقود في النهاية دونكي كونغ والأصدقاء إلى كوكب كساناب، كوكب بلاتين. يتم قتال كينغ ك. روول هنا، وبمجرد هزيمته، يستخدم الموزة الكريستالية النهائية للتحور ويصبح عملاقًا. بمجرد أن يهزم دونكي كونغ ك. روول في هذه الحالة، يتم هزيمة ك. روول وتنتهي اللعبة. يشكر كساناب دونكي كونغ وديدي وكرانكي بجعلهم مشاهير محليين وهم قادرون على أكل كل الموز الذي يمكنهم تناوله. في النهاية، تعود القرود الثلاثة إلى منازلهم، وربطوا ك. روول بخفة دم بمؤخرة سفينة الموز الفضائية. لم يتم الكشف عما يحدث عند عودتهم إلى ديارهم.

## التقييم
| التقييم |         |
| --- | ------- |
| الدرجات الإجمالية المجموع نقاط غيم رانكينغز 76.75% [ 2 ] ميتاكريتيك 77/100 [ 3 ] نتائج المراجعة نشرة نقاط 1أب.كوم 7/10 [ 4 ] يورو غيمر 8/10 [ 5 ] غيم إنفورمر 5.75/10 [ 2 ] غيم سبوت 7.5/10 [ 6 ] غيم سباي [ 7 ] آي جي إن 8/10 [ 8 ] إم! غيمز 76/100 [ 9 ] نينتندو لايف 8/10 [ 10 ] نينتندو باور 8/10 [ 2 ] نينتندو ورلد ريبورت 8/10 [ 11 ] مجلة نينتندو الرسمية 82% [ 12 ] |         |
| الدرجات الإجمالية |         |
| المجموع | نقاط    |
| غيم رانكينغز | 76.75%  |
| ميتاكريتيك | 77/100  |
| نتائج المراجعة |         |
| نشرة | نقاط    |
| 1أب.كوم | 7/10    |
| يورو غيمر | 8/10    |
| غيم إنفورمر | 5.75/10 |
| غيم سبوت | 7.5/10  |
| غيم سباي | [ 7 ]   |
| آي جي إن | 8/10    |
| إم! غيمز | 76/100  |
| نينتندو لايف | 8/10    |
| نينتندو باور | 8/10    |
| نينتندو ورلد ريبورت | 8/10    |
| مجلة نينتندو الرسمية | 82%     |

تلقت اللعبة تقييمات إيجابية في الغالب واعتبرت تحسنًا عن دونكي كونغ كينغ أوف سوينغ، حيث حصلت على مجموع نقاط 76.75٪ في غيم رانكينغز بناءً على 34 مراجعة. تم الإشادة باللعبة لمرحها، وأدوات التحكم العملية، ومرئياتها النابضة بالحياة. أعطت نينتندو لايف اللعبة درجة 8 من أصل 10، معلنة أنها «واحدة من أكثر ألعاب نينتندو دي أس المتوفرة تميزًا.» لاحظت آي جي إن أن «المظهر المرئي للعبة أفضل بكثير» من سابقتها، أيضًا منحها 8 من أصل 10.